# Madden NFL Football
Madden NFL Football  é um jogo de vídeo game de esportes para o Nintendo 3DS desenvolvido pela EA Sports. Primeiras imagens do jogo foram mostradas pela IGN no início de dezembro de 2010. O jogo foi lançado como um título de lançamento 3DS EUA em 27 de março de 2011.